# 時尚產業對環境的影響

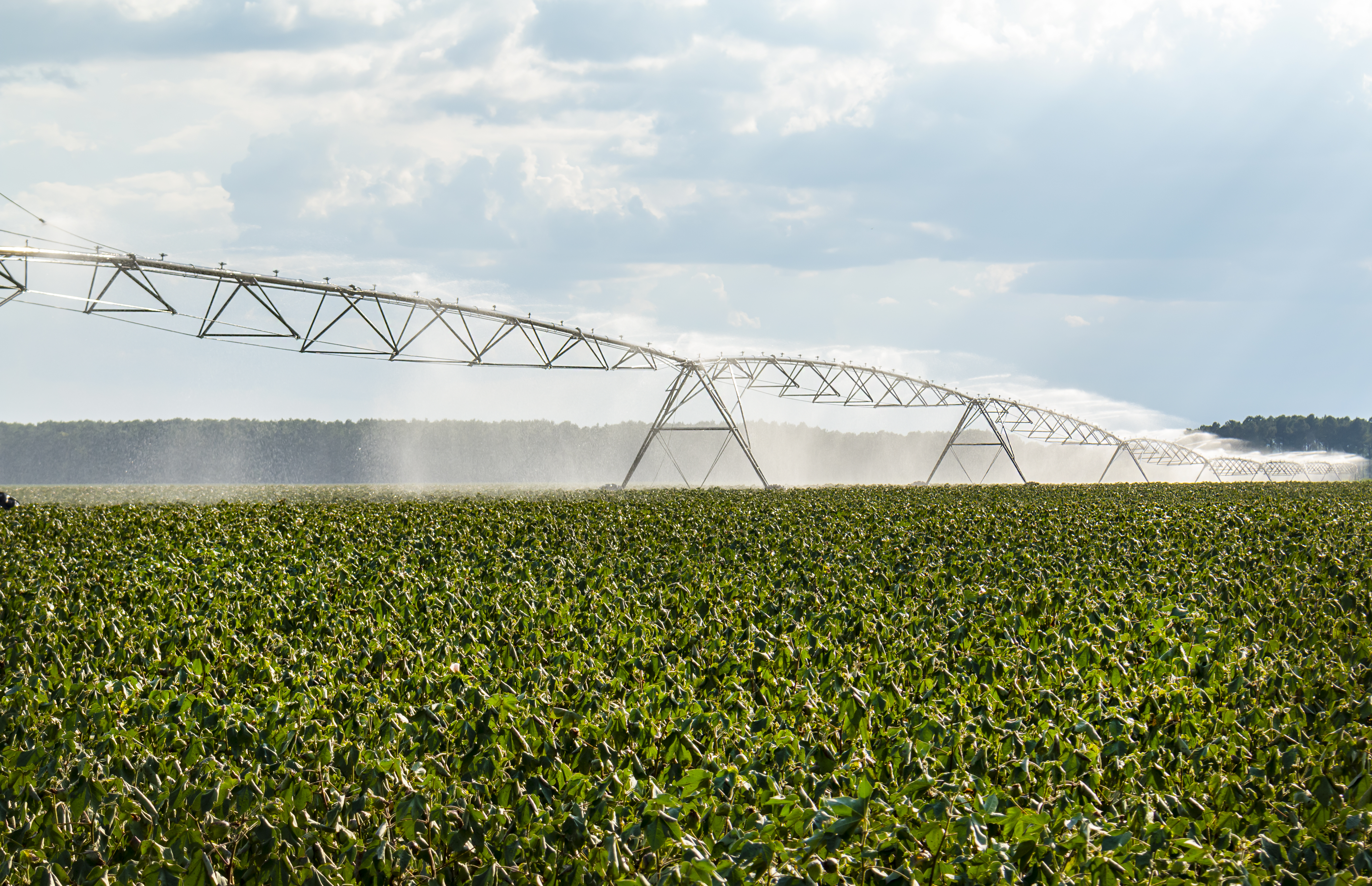
種植棉花需要用到大量的灌溉用水，同時也會產生污水。

論及時尚產業對環境的影響  （英語：Environmental impact of fashion）首先要提到的是此產業中，特別是服裝和鞋類的製造和使用，是推動全球溫室氣體排放和塑膠污染的重要因素。快時尚的快速增長導致每年受消費者購買的服裝達到約達800億件。而在美國，被拋棄的服裝中約有85%是送入垃圾掩埋場處置。
而僅不到百分之一的衣服會被回收後再製成新衣服。時尚產業導致的溫室氣體排放量估計佔全球的10%。時裝中用到的農產、纖維和服裝的生產和銷售都會造成不同形式的環境污染，包括水污染、空氣污染和土壤退化。時裝產業對淡水造成的污染程度在世界排名第二，且佔工業水污染的大約五分之一。造成污染的主要因素是時尚產品的生產過剩、採用合成纖維、生產相關農產造成的農業污染，以及超細纖維在全球水源中的擴散。
一些零售商和消費者正努力促進採用永續時尚，例如減少浪費、提高能源和用水效率，以及使用環保材料。對抗快時尚的運動，例如慢時尚，也因前者迅速增長而開始形成中。

## 快時尚
快時尚被定義為”一種服裝時尚的設計、創作和行銷方法，強調能讓消費者快速、廉價地獲得。”傳統的時尚流程通常需要大約6個月的時間來設計、製造和銷售，而快時尚能在幾週內完成，以滿足消費者對快速變化的需求。
美國人自20世紀60年代以來所購買的新服裝數量已增加兩倍。全球化推動快時尚產業的快速發展。 全球服飾零售額於2019年達到1.9兆美元，再創新高，預計到2030年將會達到3兆美元。全球人每年購置的服裝超過800億件。

### 廢棄物的產生與處理
快時尚引發的一大擔憂是它所產生的浪費。根據美國國家環境保護局（EPA）統計，全球在2013年中就產生1,510萬噸服裝廢料。在美國，64.5%的此類廢料被送進垃圾掩埋場，有19.3%被焚燒以取得能源，只有16.2%被回收。當服裝最終被運進垃圾掩埋場時，衣服上的化學物質（例如染料）可能會滲入地下而造成環境破壞。當未售出的衣服被燃燒時，會釋放二氧化碳進入大氣。根據世界銀行的報告，時尚產業的年度碳排放量佔全球的10%。法國於2019年宣布正在努力阻止公司將未售出時尚商品以焚燒作處理。時裝的生產數量之高、速度之快，以至於超過40%的時裝商品須以降價方式促銷。 
服裝的包裝也最終會成為這個產業的廢棄物。隨著網上購物（無論是服裝還是其他物品）變得普遍，僅在美國就產生約7,500萬噸廢棄物。許多包裝材料均為不可回收。

### 慢時尚
慢時尚是一項針對快時尚的反對運動，專注於採用環保材料的永續式服裝製造與銷售。鼓勵購買當地來源的服裝，而非大品牌，這些當地製造的服裝通常品質會更好，比工廠大量製造的更為耐用，同時可減少廢棄衣服所造成的污染。慢時尚運動也針對快時尚的道德問題提出挑戰，後者通常會涉入低收入國家的工人，及低工資與超時工作的問題。

## 合成纖維和天然纖維

### 聚酯纖維
聚酯纖維是2017年時尚界最愛使用的纖維之一，零售店中約60%的服裝中都含有此種纖維，總重量達到約2,130萬噸。從2000年到2015年期間，含有聚酯纖維的服裝消費量增加157%。聚酯纖維是由煤、石油、空氣和水的化學反應製成，前兩種是化石燃料，生產過程會產生多種空氣污染物，如二氧化碳、懸浮微粒、氮氧化物、一氧化碳、硫化氫和二氧化硫。除生產聚酯纖維過程中會造成污染之外，成品在生命週期結束時也會成為廢棄物。聚酯不可生物降解，表示其永遠不會被細菌轉化為不會破壞環境的狀態。洗滌聚酯纖維製成的服裝會導致超細纖維塑膠脫落，進入水系統，包括海洋。

### 棉花纖維

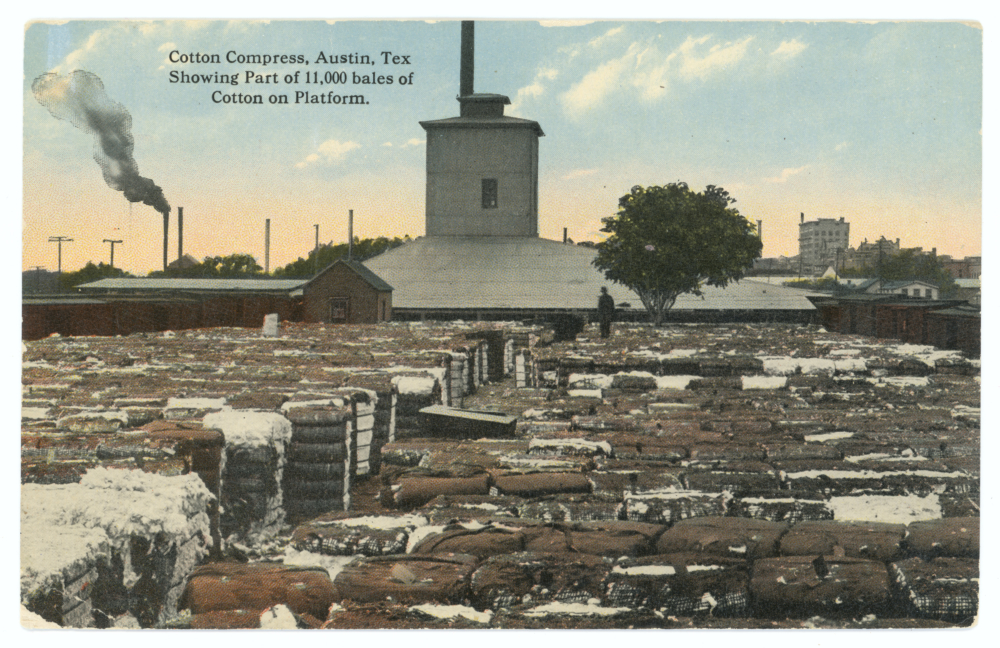
美國棉花生產過程中一景（1913年）。

棉花是世界上除糧食之外最常見的農作物。全球所產的紡織品中有一半是由此種纖維製成。棉花是一種耗水量較大的作物，生長一噸需用到3,644立方米的水，即每磅棉花需要用到347加侖的水。種植棉花每年需用的殺蟲劑佔全球用量的25%，需用的農藥佔全球用量的10-16%。EPA認為美國棉花種植使用的主要農藥中有一半可能具有致癌性。棉花生產會降低土壤品質，導致地力枯竭，必須另行開闢新田地來種植。而田地擴張後會導致當地棲息地遭到破壞，相關污染也會影響當地的生物多樣性。

### 動物纖維和紡織品
於2005年，生產羊毛和皮革等動物纖維所產生的溫室氣體排放量佔全球的14.5%。牛的消化系統是種前胃發酵的過程，會產生甲烷（一種強效溫室氣體）。飼養的反芻動物除會釋放甲烷之外，飼養作業也會產生二氧化碳與一氧化二氮的排放。飼養動物所產生的排放中，44％來自透過腸道發酵的反芻動物，41％來自飼養牲畜所種植的飼料作物，10％來自其糞便，5％來自所使用的能源。
| 纖維         | 百萬焦耳能源/每公斤紡織品 | 水（公升）/每公斤紡織品 |
| ------------ | ------------------------- | ----------------------- |
| 尼龍         | 250                       | ---                     |
| 壓克力       | 175                       | ---                     |
| 聚酯         | 125                       | 50,690-71,409           |
| 聚丙烯（PP） | 115                       | ---                     |
| 嫘縈         | 100                       | 3,000                   |
| 羊毛         | 63                        | 500                     |
| 棉花         | 55                        | 10,000-20,000           |

此處所提的能源消耗以生產一公斤紡織品所需的百萬焦耳（簡稱MJ）為單位。用水量以生產一公斤紡織品所需的水量（公升）來衡量。

## 對海洋的影響
不當處置衣物會危害環境，特別是透過污水的方式。在掩埋場的廢棄衣物因分解而產生的化學物質會進入空氣和滲入地下，同時影響地下水和地表水。紡織品除造成塑膠污染外，也在海洋污染方面造成重大影響。紡織品與塑膠不同，在其供應鏈中的不同流程中均會產生污染，對海洋生物造成影響。殺蟲劑和服裝製造時使用的化學物質等污染物會黏附在水域生態系中積聚的顆粒上，有可能進入人類食物鏈中。

### 超細纖維污染
塑膠和合成紡織品都是由稱為聚合物的化學結構組成。 《韋伯字典》將聚合物定義為”透過主要由重複結構單元的聚合，所形成的化合物或化合物的混合”。常見的塑膠聚合物是聚對苯二甲酸乙二酯（PET）、聚乙烯 (PE) 或聚丙烯 (PP)，而廢棄紡織品中最豐富的聚合物是聚酯和尼龍。
紡織品在其生命週期的每個階段（從生產、使用到報廢處置）都有超細纖維脫落。這些纖維最終進入土壤、空氣、湖泊和海洋。從紡織品產業一開始即有超細纖維污染存在，但直到最近才受到大眾的關注。加拿大的非營利組織海洋智慧保護協會（Ocean Wise Conservation Association）曾發表一篇討論紡織品廢棄物的研究報告。稱人類每洗滌一公斤含聚酯紡織品，平均會排出約20至800毫克的超細聚酯廢棄物。每洗滌一公斤含尼龍紡織品則大約有11至63毫克超細尼龍廢棄物流入水體。洗滌合成紡織品會將微塑膠和超細纖維釋放進入海洋。在使用洗衣機洗滌衣物時，這些物質在翻滾過程中脫落。每次洗滌家用衣物可脫落多達70萬根超細纖維。
海洋智慧保護協會還發佈另一項研究報告，敘述美國和加拿大的家庭平均每年生產約135克超細纖維，相當於每年向累積排放2.2萬噸超微纖維進入污水系統，經過各個污水處理廠處理，其中約有878噸未經捕獲，而會進入海洋。至於未經污水處理廠處理過的污水帶進多少超微纖維海洋則不得而知。
紡織品是環境中超細纖維的主要來源。在例如海岸的海洋生態系統中發現的微塑膠中有35%是合成超細纖維和奈米纖維。這種超細纖維會被海洋生態系統中的魚類或其他物種所攝取，進入腸道，並造成傷害。在供人類食用的魚類和貝類的消化道中均廣泛發現有超細纖維。超細污染物在食物鏈中會逐步累積，發生生物放大作用。攝入超微纖維的獵物受到捕食，捕食者也會受到傷害。研究發現海中貝類每年攝取的微塑膠有11,000片，於巴西一湖泊中捕獲的魚中，有83%的體內均發現有超細纖維。在一項研究中，螃蟹攝取的食物中含有塑膠超微纖維時，其食物消耗率會下降，會導致其生長所需的能量降低。
解決時尚產業對環境影響的技術包括採用海藻吸附劑，這種海藻表面有豐富的化學特性（雜原子功能)），將水中的染料吸附清理乾淨。許多技術或潛在的解決方案在施行時均有困難，例如在海洋沉積物中檢測微塑膠技術的準確性，在不同的土壤樣本或來源中尚未得到充分的測試。

### 優氧化

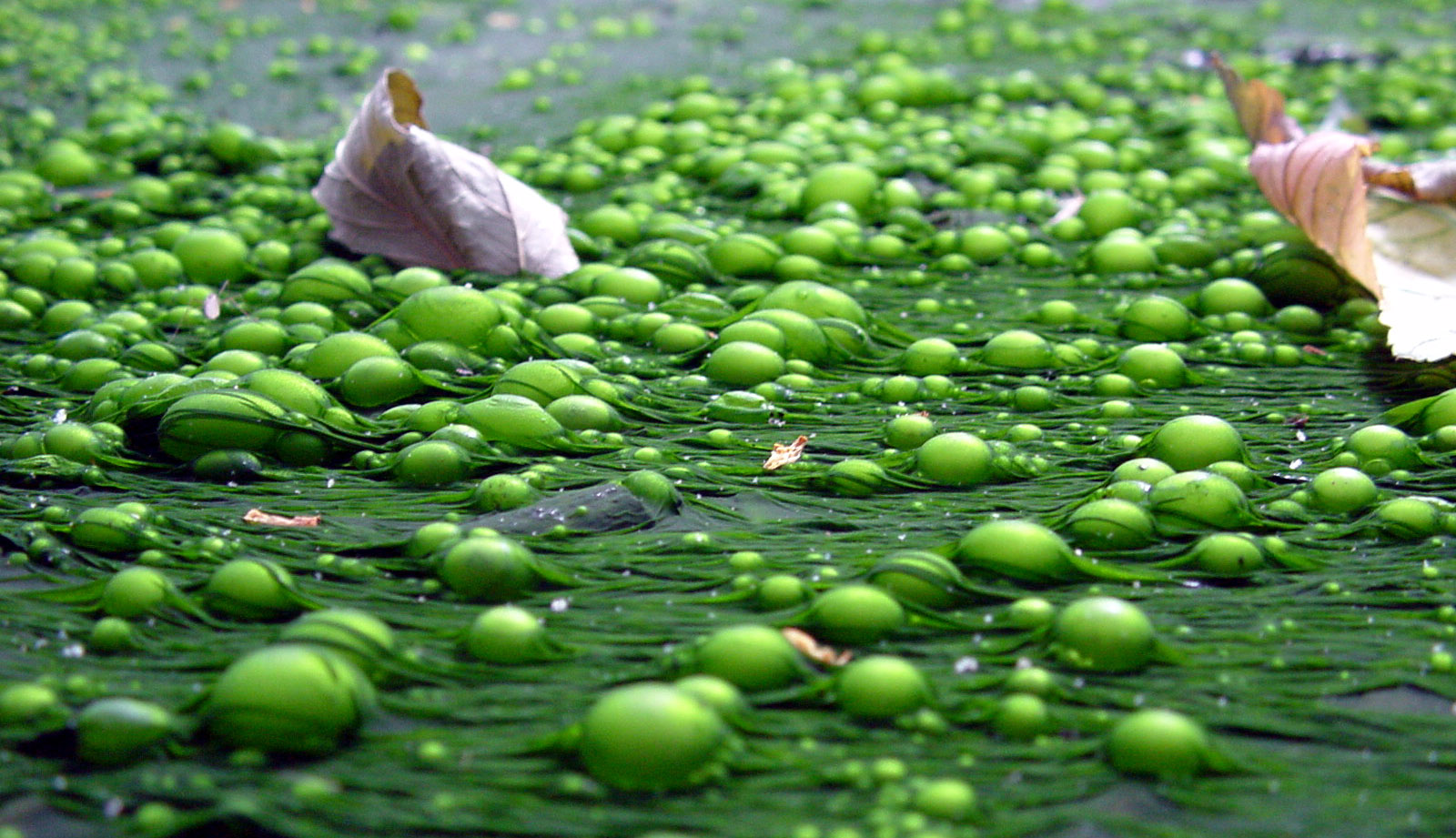
一處水源發生優氧化的結果。

通常種植棉花的過程中會使用大量的化學肥料，經過地表逕流將其攜帶進入湖泊和河流中，這種營養過度豐富（主要為硝酸鹽和磷酸鹽）的情況會造成優氧化，而導致水體內植物大量生長（藻華），藻華會消耗水中的氧氣含量，導致生態系統發生變化，或是水生生物因此死亡，或是由於變得不適合生存而必須種群遷移。藻華也會讓水體中的水不適合人類使用，與供娛樂休閒用途。

### 用水
生產布料和服裝需要耗用大量的水。全球時尚產業每年使用930億立方公尺的水（即20兆加侖），達到全球淡水抽取總量的4%。如果按照目前的趨勢發展，到2030年的水耗用量將增加一倍。根據聯合國環境署的數據，時尚產業產生的廢水佔全球廢水總量的20%。製造一條Levi's牛仔褲平均要耗用約3,781公升水。平均而言，生產一公斤紡織品需要耗用200公升水。

## 產業於永續發展的作為

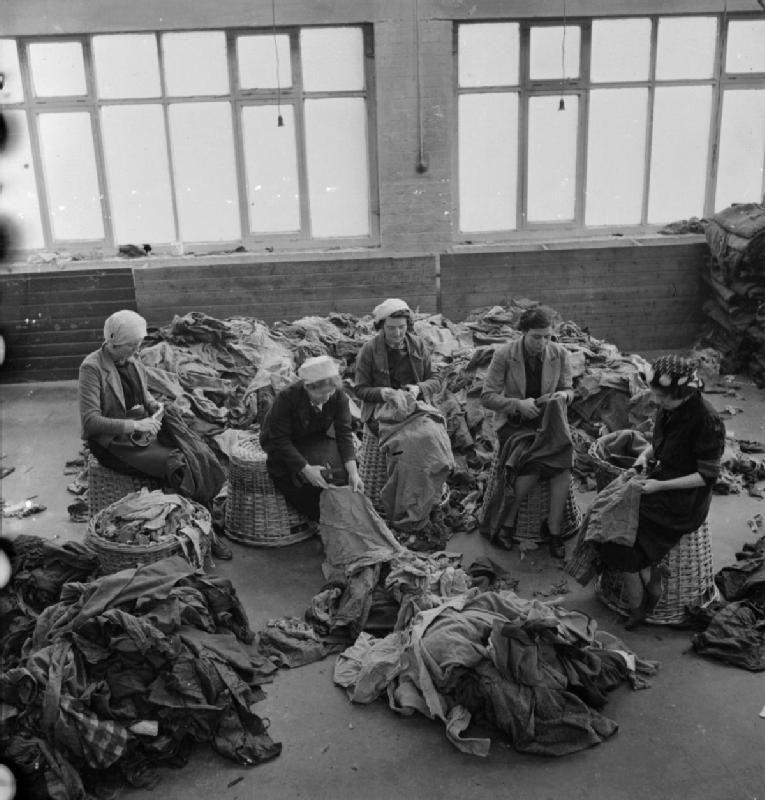
於第二次世界大戰期間的英國婦女在整理舊衣物與被單，作回收利用。

消費者使用的階段在服裝和其他紡織品生命週期中是個會產生重要影響的領域，但通常遭到忽略。目前對使用節能洗衣機和烘乾機以降低消費者影響的研究做的不多。根據研究，若將衣物使用的時間延長9個月可減少22%的總體浪費和33%的用水量。就生產商而言，其生產消費者更有可能購買的流行顏色和設計的服裝，是同時能符合經濟，並對環境負責的做法。設計更有可能被購買的服裝可減少生產方面的浪費。時尚零售商H&M於2018年的未售出商品價值到43億美元。如巴塔哥尼亞等其他零售商已努力透過使用環保材料（例如有機種植的棉花和由回收塑膠瓶製成的聚酯纖維）來生產更具永續性的服裝。
為延長服裝的生命週期並減緩生產和過度消費的速度，人們開始考慮諸如”服裝庫(clothing libraries)”之類的商業模式。這些企業從當地商店和公司收集衣服，讓顧客按月付費的方式租用。諸如此類的創業公司已在荷蘭和瑞典進行測試，也有人擔心這類服裝庫的概念對減少快時尚的影響幾乎無作用。

## 延伸閱讀
- Ross, Robert J. S. . University of Michigan Press. 2004. ISBN 978-0-472-10941-8. JSTOR 10.3998/mpub.15439. S2CID 155579591. doi:10.3998/mpub.15439. Project MUSE book 7116.
- Hassanzadeh, Sanaz; Hasani, Hossein. . Journal of Industrial Textiles. 2017, 46 (6): 1412–1436. S2CID 137942362. doi:10.1177/1528083715620398.
- Debnath, Sanjoy. . . Environmental Footprints and Eco-design of Products and Processes. 2015: 43–57. ISBN 978-981-287-632-4. doi:10.1007/978-981-287-633-1_3.